# Demonio: la caída
Demonio: la caída (título original en inglés: Demon: The Fallen) es un juego de rol desarrollado por White Wolf, ambientado en el Antiguo mundo de tinieblas, siendo el noveno juego en estar inserto en ese universo. En él, los jugadores adoptan el rol de un ángel caído, recién escapado del infierno, el cual debe poseer un cuerpo humano para mantenerse en el mundo.
El juego utiliza las reglas del sistema narrativo desarrollado y protegido por White Wolf, al igual que los otros títulos de la serie de Mundo de tinieblas y Exaltado.
Se inicia su publicación en noviembre del año 2002 con la edición de su manual básico homónimo en inglés y en septiembre del año 2003 en español. Se publica además un manual para el narrador, otro para el jugador y cinco suplementos. En el año 2003, White Wolf lleva a su culminación a todos los juegos del Antiguo mundo de tinieblas con la llegada de la Hora del juicio y, en particular para Demonio: La Caída, publica Days of Fire, manual que no se encuentra traducido al español.
Después de esto, White Wolf desarrolla un nuevo sistema narrativo y lanza el Nuevo mundo de tinieblas, y unos años después publica la versión de Demonio para esta nueva ambientación llamado: Demon: The Descent

## Creación de personajes
En Demonio: La Caída, los jugadores asumen el papel de uno de los  ángeles rebeldes o elohim, los cuales desafiaron a Dios por amor a la humanidad y, en castigo, fueron desterrados al infierno. El juego se sitúa cuando, después de milenios de aislamiento, algunos demonios logran escapar de su prisión y vuelven a habitar en el mundo, pero solo si poseen un cuerpo humano. Por esto, los personajes tienen dos partes: una es el demonio, con su personalidad, objetivos, vicios y virtudes, y la otra es el humano que fue poseído, del que quedan sus recuerdos, relaciones personales y vínculos afectivos.
El personaje se define, básicamente, de la misma forma que los personajes de los otros juegos de Mundo de Tinieblas, es decir, se establecen puntuaciones en atributos, habilidades y trasfondos. Estos parámetros reflejan las características de la parte humana del personaje, con excepción de algunos trasfondos específicos al juego Demonio: La Caída.
Las características propias del  demonio, están dadas por su casa, facción y saberes. Además se incorporan los conceptos de fe y tormento para representar el poder del demonio y que tan afectado fue por su estadía en el infierno, respectivamente. 

### Casas
Las casas o sebbetu son asimilables a los clanes de Vampiro: la mascarada. Corresponden a las categorías básicas de demonios definiendo sus talentos e inclinaciones. De acuerdo a la historia establecida en Demonio: La Caída, la separación en casas correspondía al papel que jugaba cada ángel en la creación, siendo imposible para ellos cambiar de casa.
Existen siete casas, cada una con características propias:
| Casa                      | Nombre común | Nombre real | Función                                         | Afinidad         | Saberes                                                                 |
| ------------------------- | ------------ | ----------- | ----------------------------------------------- | ---------------- | ----------------------------------------------------------------------- |
| 1ª Casa del amanecer      | Diablos      | Namaru      | Transmitir la voluntad de Dios                  | Luz y fuego      | Saber de los celestiales Saber de la llama Saber del resplandor         |
| 2ª Casa del firmamento    | Azotes       | Asharu      | Dar vida a las criaturas y protegerlas          | Viento           | Saber de los vientos Saber del despertar Saber del firmamento           |
| 3ª Casa del fundamento    | Malefactores | Annunaki    | Crear las cosas materiales                      | Tierra y metales | Saber de la tierra Saber de la forja Saber de las sendas                |
| 4ª Casa de las esferas    | Perversos    | Neberu      | Definir el tiempo y el movimiento de los astros | Tiempo           | Saber de la luz Saber de los patrones Saber de los portales             |
| 5ª Casa de lo profundo    | Corruptores  | Lammasu     | Crear patrones y dar movimiento                 | Aguas            | Saber de la añoranza Saber de las tormentas Saber de la transfiguración |
| 6ª Casa de la naturaleza  | Devoradores  | Rabisu      | Crear y gobernar a los seres vivos.             | Seres vivos      | Saber de la bestia Saber de la carne Saber de la naturaleza             |
| 7ª Casa del segundo mundo | Verdugos     | Halaku      | Dar muerte a las criaturas                      | Espíritus        | Saber de la muerte Saber de los reinos Saber del espíritu               |

### Facciones
La facción  a la que adhiere el personaje representa los planes que tiene para el mundo moderno. Existen cinco facciones:
- Fáusticos: han observado el potencial de la fe humana y pretenden utilizarla, ya sea para la consecución de sus propios fines o para beneficio de la humanidad. Quieren formar grandes iglesias y se concentran en las ciudades con grandes poblaciones.
- Crípticos: durante su cautiverio han reflexionado acerca de los grandes misterios, principalmente si toda la rebelión fue desde el principio un plan de Dios. Su principal objetivo, una vez libres, es encontrar y manejar información, ya sea humana o demoníaca.
- Luciferinos: aún conservan la fe en su líder y en la revolución. Su principal tarea, ahora que se encuentran libres, es encontrar a Lucifer.
- Reconciliadores: piensan, al contrario de los luciferinos, que rebelarse fue un error y tienen la esperanza de hacer las paces con Dios.
- Voraces: resentidos y furiosos por la guerra, el cautiverio y el deterioro del mundo, creen que la única posibilidad que tienen es destruir las obras de Dios, con la esperanza de provocarlo a que los destruya a ellos. Generalmente actúan en las zonas de guerra, donde su destrucción no despierte sospechas.

### Saberes
Los saberes son los poderes sobrenaturales del personaje. Hay tres saberes distintivos por cada una las casas más otros dos  saberes comunes, a los cuales puede optar cualquier tipo de demonio. Los saberes comunes son el Saber del fundamento y el Saber de la humanidad; los saberes específicos se muestran junto su casa en la tabla anterior.
Cada saber reúne evocaciones o poderes específicos. El nivel de evocaciones que el demonio puede manejar se mide en la escala estándar de 5 puntos del sistema narrativo. Por ejemplo, un personaje con un punto en Saber del fundamento puede manipular el efecto de la gravedad sobre su cuerpo, con dos puntos puede además manipular la adherencia de su cuerpo a los objetos y con tres puntos puede manipular la inercia de su cuerpo o de objetos tocados por él.

### Fe
La fe permite a los poderes de los demonios funcionar. Se mide en una escala de 1 a 10, con puntos permanentes y temporales. 
Los puntos permanentes indican cuan poderosas son las evocaciones  u otros poderes del demonio porque limitan el número de éxitos que cada tirada puede generar. Los puntos temporales se usan para activar ciertas evocaciones o aquellas acciones que requieren una tirada usando la cantidad de puntos de fe disponibles.

### Tormento
De acuerdo a Demonio:La caída, los Elohim pasaron recluidos en el infierno milenios,  siendo torcidos por su dolor, angustia y sufrimiento. El tormento representa cuan afectado está el personaje por su aprehensión. Se mide en una escala de 1 a 10 con puntos permanentes y temporales. A mayor puntuación de tormento, más monstruoso resulta el demonio, así como el efecto de sus invocaciones.

## Universo de juego
En Demonio: La Caída, los jugadores asumen el papel de un ángel rebelde (Elohim), los ángeles que desafiaron a su Creador por el amor de humanidad, y por su rebelión fueron expulsados al Abismo, una prisión oculta profundamente más allá de la Tierra de los Muertos. Durante milenios, los Elohim han sido torcidos por su dolor, angustia y sufrimiento, manifestación en forma de su Tormento, convirtiéndose en algo poco mejor que demonios de verdad.  
Ahora, una gran Tormenta de Almas a través de los Reinos de los Muertos, ha agrietado las paredes del Abismo, abriendo una brecha lo bastante grande para permitir el escape de los Caídos. Luchando tanto contra la fuerza de la tormenta como contra el tirón del Abismo, han logrado llegar al reino material.  
Sin embargo, la única manera que tienen para permanecer en el reino material, es por tomando a un anfitrión, preferentemente un mortal cuya alma fue debilitada lo bastante para permitir al Caído ganar un equilibrio. El alma mortal es o tirada en la tormenta, o enterrada profundamente dentro de su propio cuerpo, dejando en control al Caído.  
El proceso de posesión expone el Elohim a las memorias del mortal. En la mayoría de casos, esto no tiene ningún efecto. Una minoría de Elohim, sin embargo, descubre un matiz profundamente arraigado de humanidad en sus anfitriones, puede ser el amor, el coraje, la ambición, la curiosidad, o aún rabia, algo bastante fuerte para impresionarlos en su Tormento, recordándoles el ángel que ellos una vez eran, aunque sea sólo durante un momento. Estos recuerdos y emociones humanas actúan como un baluarte contra el Tormento, los recuerdos del Abismo, restaurando un poco la cordura del Elohim. 

## Manuales y suplementos
Los siguientes suplementos han sido editados originalmente por White Wolf y en español por La Factoría de Ideas. Se indica el año de la publicación original.

### Guías
- Demonio: La Caída (Demon: The Fallen), 2002, ISBN 84-8421-747-7

- Demonio. Libro del narrador (Demon Storyteller's Companion), 2002, ISBN 84-8421-748-5

- Demon Players Guide, 2003, ISBN 978-1-58846-756-0

- Los encadenados (Earthbound)  2003, ISBN 978-84-9800-160-0

- Ciudad de ángeles (City of Angels) 2003, ISBN 84-8421-008-1

- Salvadores y destructores (Saviors and Destroyers), 2003, ISBN 84-9800-097-1

- Damned and deceived, 2003, ISBN 1-58846-758-9

- House of the Fallen, 2003, ISBN 1-58846-760-0

- Days of Fire, 2003, ISBN 978-1-58846-762-1

### Aventuras
- Miedo a vivir  (Fear to Tread ), 2003, ISBN 84-9800-106-4

### Novelas
Saga de “Los caídos” por Greg Stolze:
- Cenizas y alas de ángel (Ashes and Angel Wings), 2003, ISBN 978-1-58846-805-5

- Los siete pecados capitales (The Seven Deadlies), 2003, ISBN 978-1-58846-806-2

- La ruina del paraíso (The Wreckage of Paradise), 2003, ISBN 978-1-58846-807-9

Antología de cuentos:
- La sombra de Lucifer (Lucifer's Shadow: Tales of Fallen Angels), 2002, ISBN 978-84-8421-913-2